# Kalcitonin

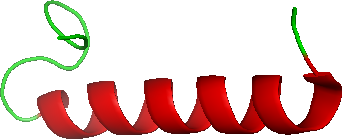
Kalcitonin

Kalcitonin představuje hormon, který je u savců vylučován parafolikulárními buňkami štítné žlázy. Kalcitonin působí u lidí proti osteoporóze tím, že snižuje koncentraci vápníku v krvi a přesouvá ho do kostí.
U nesavčích obratlovců je vylučován tzv. ultimobranchiálními tělísky. Jedná se o polypeptid složený z 32 aminokyselin. Svými účinky působí proti parathormonu, což znamená, že zabraňuje uvolňování vápníku z kostí a v důsledku toho dochází ke snížení jeho hladiny v krevním oběhu.

## Referenční intervaly
- Kalcitonin muži, normální hodnoty: 3–26 ng/l[1]
- Kalcitonin ženy, normální hodnoty: 2–17 ng/l[1]